# Bonzi Wells
Gawen DeAngelo „Bonzi“ Wells (* 28. September 1976 in Muncie, Indiana, Vereinigte Staaten) ist ein ehemaliger amerikanischer Basketballspieler, der zwischen 1998 und 2008 in der National Basketball Association (NBA) spielte. Danach spielte er noch in der Volksrepublik China und Puerto Rico.

## NBA
Wells spielte vier Jahre für die Ball State University. Bei der NBA-Draft 1998 wurde er an 11. Stelle von den Detroit Pistons ausgewählt, jedoch direkt im Anschluss zu den Portland Trail Blazers transferiert. Bei den Blazers erarbeitete sich Wells schnell einen Ruf als guter Verteidiger, jedoch auch als schwieriger Spieler. An der Seite von exzentrischen, aber begabten Spielern wie Rasheed Wallace, Isaiah Rider oder Damon Stoudamire bekamen die Trailblazers, bald den berüchtigten Spitznamen Jailblazers. Das Team erreichte jedoch nie die NBA-Finals.
2003 wurde Wells zu den Memphis Grizzlies transferiert. Seine Spielzeit wurde reduziert, doch blieb Wells ein wichtiger Bestandteil der Grizzlies-Rotation.
2005 wechselte Wells zu den Sacramento Kings. Wells spielte eine beeindruckende Playoffserie 2006 und erzielte 23,6 Punkte und 12 Rebounds in sechs Spielen gegen die San Antonio Spurs.
2006 unterschrieb er einen Vertrag bei den Houston Rockets. Jedoch absolvierte er aufgrund von Verletzungen und Problemen mit Head Coach Jeff Van Gundy nur 28 Spiele. Nach einem weiteren Jahr in Houston, wurde er im Februar 2008 zu den New Orleans Hornets transferiert, wo er bis zum Ende der Saison blieb.

## Ausland
Nachdem er kein Team fand, dass ihn unter Vertrag nehmen wollte, wechselte Wells nach China. Bereits in seinem ersten Spiel für Shanxi Zhongyu erzielte Wells 48 Punkte und sammelte 11 Rebounds.
Im November 2009 unterzeichnete Wells einen Vertrag bei Capitanes de Arecibo in Puerto Rico.
Im Dezember 2011 startete Wells einen Comebackversuch bei den Minnesota Timberwolves. Jedoch wurde er nicht in den finalen Kader übernommen.